# Siège de Montereau-Fault-Yonne
 (décembre 2016).
Guerre de Cent Ans
Batailles
Le siège de Montereau-Fault-Yonne se déroule du 16 juin au 1er juillet 1420, durant la guerre de Cent Ans.

## Préambule
Après l'entrée en vigueur du traité de Troyes et son mariage avec Catherine de Valois, Henri V d'Angleterre décide de soulager Paris, qui subit depuis de nombreux mois le blocus de ses principales voies d'approvisionnement en raison de la présence de garnisons fidèles au Dauphin sur le cours des principaux cours d'eau au nord, à l'est au sud de Paris.
Montereau-Fault-Yonne, au confluent de l'Yonne et de la Seine, est un port fluvial important. Sa libération permettrait d'améliorer la situation des Parisiens, qui subissent de plein fouet les pénuries de nourriture et de bois de chauffage. Politiquement, Henri V veut démontrer qu'en tant que régent du royaume de France, il souhaite réunir le pays autour du gouvernement officiel.
Le 4 juin 1420, il quitte Troyes accompagné de sa femme, du roi et de la reine de France, du roi d'Écosse et du duc de Bourgogne. Avec une troupe de 4 000 Anglais et un nombre un peu plus important de troupes bourguignonnes, l'armée se dirige d'abord vers Sens, en amont de Montereau sur l'Yonne. Les 300 hommes fidèles au Dauphin ne peuvent tenir longtemps face aux troupes anglo-bourguignonnes, d'autant que les habitants ne souhaitent pas opposer de résistance. Le 11 juin 1420, la ville se rend.

## Le siège

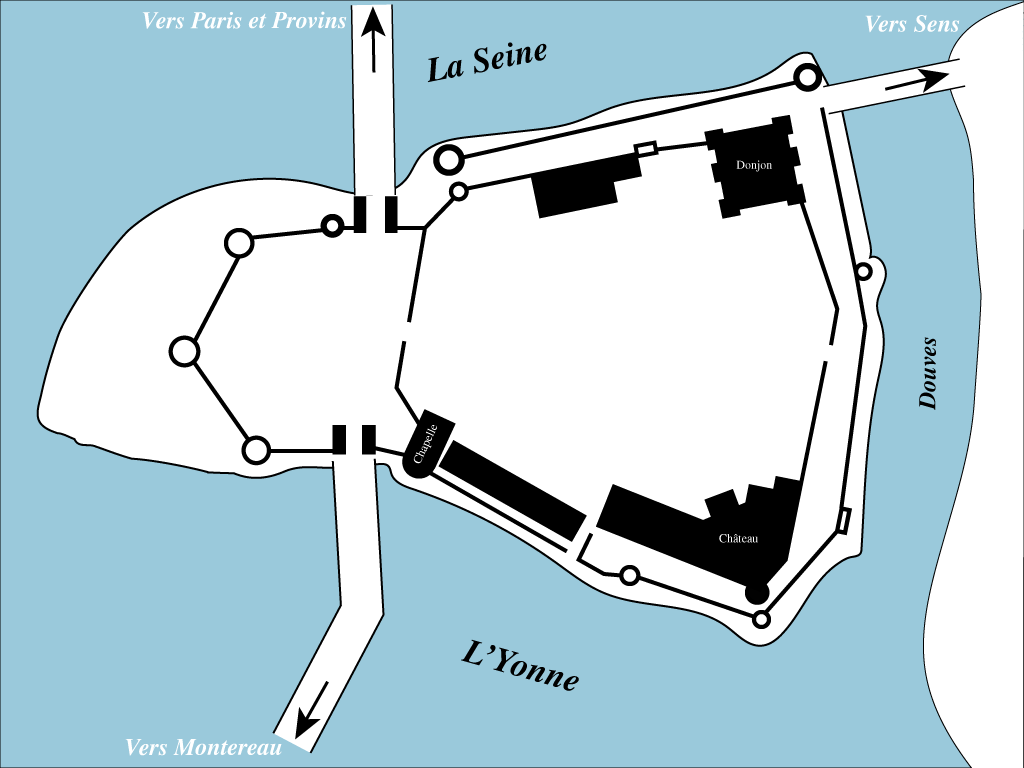
La configuration du château de Montereau-Fault-Yonne en 1715. Elle semble être assez proche de celle qui existait déjà au cours de la Guerre de Cent Ans

Montereau-Fault-Yonne est alors une ville forte dont les défenses se répartissent en deux secteurs :
- le château qui occupe la pointe se trouvant au confluent de la Seine et de l'Yonne. Il contrôle les ponts enjambant les deux fleuves et entouré d'eau de tous côtés grâce au confluent et un fossé mouillé sur sa face Est. Toute la péninsule est alors ceinturée de murs jalonnés de tours. Au milieu de cet espace se trouve le grand donjon carré du XIIe siècle;
- la ville se trouvant sur la rive gauche ceinturée de murs et où aboutit le pont sur l'Yonne.

Guillaume de Chaumont, seigneur de Guitry, est le capitaine de la place depuis plusieurs mois. Il était présent lors de l'assassinat de Jean sans Peur l'année précédente. Il dispose alors de 500 hommes pour tenir les deux secteurs de la ville.
Le 23 juin, la ville est prise d'assaut, mais la plus grande partie de la garnison, malgré les pertes, parvient à se réfugier dans le château. Philippe de Bourgogne fait exhumer le corps de son père qui reposait alors dans l'église Notre-Dame. Le 25 juin, un requiem est célébré dans la même église en présence du duc, du roi d'Angleterre et du duc de Clarence. La dépouille sera par la suite embarquée sur l'Yonne pour rejoindre le mausolée des ducs de Bourgogne de Champmol.
L'étau se resserre autour du château lorsque les assiégeants établissent des pontons sur l'Yonne et sur la Seine afin d'empêcher toute fuite par le fleuve. Le duc de Bourgogne fait amener par barges des pièces d'artillerie qui, couplées à l'action des trébuchets déjà sur place commencent à fortement endommager les fortifications de conception ancienne.
Henri V décide d'amener 11 prisonniers capturés lors de la prise de la ville menaçant de les exécuter si la place ne se rend pas. Guitry refuse de céder au chantage. Le roi d'Angleterre fait alors ériger un échafaud et exécuter les hommes à la vue des défenseurs.
Quelques jours plus tard Guitry se décide à traiter avec les assiégeants. On convient d'une reddition pour le 1er juillet. La garnison obtient un laissez-passer sauf pour les hommes présents lors de l'assassinat de Jean sans Peur. Guillaume de Chaumont parvient à s'échapper de force, évitant l'exécution.

## Conséquences
Après s'être emparé de Montereau-Fault-Yonne, Henri V emmène son armée en direction de Melun, tenue par Arnault Guilhem de Barbazan. Il assiège la ville à partir du 7 juillet mais cette fois, la résistance est plus acharnée. Melun ne capitule que le 17 novembre 1420 après de lourdes pertes dans les deux camps.